# The King (2017年電影)
是2017年上映的一部韓國犯罪電影，由韓在林執導，趙寅成、鄭雨盛、裴晟佑、金亞中及柳俊烈主演。影片講述為了擁有權力而成為檢察官的一名男子，利用黑幫出身的朋友及與權力有著密切關係的前輩檢察官所發生的故事。

## 演員陣容
- 趙寅成 飾演 朴泰洙
- 鄭雨盛 飾演 韓強殖
- 裴晟佑 飾演 楊東哲
- 金亞中 飾演 林尚熙，朴泰洙的妻子。
- 柳俊烈 飾演 崔斗日，金應秀的左右手。
- 金義聖 飾演 金應秀，野狗派的老大。
- 金珉才 飾演 白日東
- 鄭性模 飾演 朴明勳
- 鄭恩彩 飾演 朴泰洙的妹妹
- 金素辰 飾演 安熙衍
- 黃勝妍 飾演 全希星
- 吳代煥 飾演 宋柏豪
- 鄭仁基 飾演 高層檢察官
- 宋永彰 飾演 李學哲
- 高我星 飾演 金小姐，野狗派的秘書。
- 朴正民 飾演 許奇勳
- 趙宇鎮 飾演 朴泰洙的搜查官
- 鄭原仲 飾演 文熙久
- 柳泰浩 飾演 洪盛贊
- 韓秀妍
- 李周妍 飾演 車美蓮，吸毒的女明星。
- 成東鎰 飾演 朴泰洙的高中班導
- 李烈音 飾演 乙順
- 金奎善 飾演 妍實
- 張明峽 飾演 嚴賢基
- 宋亨洙（송형수）飾演 禹哲熙
- 南文哲 飾演 在野黨核心人物
- 南明烈 飾演 金民在
- 崔貴華 飾演 崔珉錫
- 孔尚雅 飾演 杜太太
- 趙莞基 飾演 崔斗日的部下
- 朴基萬 飾演 崔斗日的部下
- 任旭鎮 飾演 崔斗日的部下
- 朴菊善 飾演 全希星的朋友
- 琴世祿 飾演 全希星的朋友
- 李胤熙（이윤희）飾演 巫師
- 朴發榮 飾演 朴泰洙的丈人
- 陸美羅 飾演 朴泰洙的丈母娘
- 蘇熙靜 飾演 智敏的母親
- 申留眞 飾演 智敏
- 朴智弘 飾演 朴泰洙的朋友
- 劉縣鐘 飾演 朴泰洙的朋友
- 車燁 飾演 柔道男子
- 張汝彬（장여빈）飾演 智敏的朋友
- 崔英道 飾演 卡車事故男子
- 全鎮基 飾演 河泰一
- 權赫 飾演 公安科刑警
- 趙石賢 飾演 健身房老闆
- 朴成根 飾演 嚴賢基的秘書
- 閔久慶 飾演 洪盛贊的秘書
- 車智媛 飾演 商會職員
- 楊基元 飾演 刑警
- 鄭道元 飾演 檢察官
- 裴勇根 飾演 檢察官
- 權哲 飾演 高層檢察官
- 姜得鐘 飾演 2部檢察官
- 池建宇 飾演 野狗派成員
- 米碩 飾演 野狗派成員
- 李奎浩 飾演 野狗派成員
- 徐王碩 飾演 野狗派成員
- 李佳京 飾演 頂樓套房女子
- 金海娜 飾演 頂樓套房女子
- 金琴順（김금순）飾演 木浦檢察官的妻子
- 朴成均 飾演 男主播
- 金美惠 飾演 女主播
- 韓鎬勇 飾演 AM主播
- 李世朗 飾演 地方鄉紳大嬸

## 製作
劇組於2016年1月舉行了首次劇本圍讀，主体拍摄自2月4日開始進行，同年7月4日殺青，分別在首爾、大田以及釜山取景拍攝。

## 獎項
| 年份   | 颁奖礼                | 奖项                    | 入围者             | 结果 | 参考          |
| ------ | --------------------- | ----------------------- | ------------------ | ---- | ------------- |
| 2017年 | 第53屆百想藝術大獎    | 電影部門 男子配角獎     | 裴晟佑             | 提名 | [ 10 ] [ 11 ] |
| 2017年 | 第53屆百想藝術大獎    | 電影部門 女子配角獎     | 金素辰             | 獲獎 | [ 10 ] [ 11 ] |
| 2017年 | 第53屆百想藝術大獎    | 電影部門 男子新人演技獎 | 柳俊烈             | 獲獎 | [ 10 ] [ 11 ] |
| 2017年 | 第26屆釜日電影獎      | 最佳男配角              | 柳俊烈             | 提名 |               |
| 2017年 | 第26屆釜日電影獎      | 最佳女配角              | 金素辰             | 提名 |               |
| 2017年 | 第26屆釜日電影獎      | 最佳攝影                | 金佑亨             | 提名 |               |
| 2017年 | 第26屆釜日電影獎      | 最佳美術指導            | 李娜谦             | 提名 |               |
| 2017年 | 第54屆大鐘獎          | 最佳電影                | 《金權性內幕》     | 提名 | [ 12 ]        |
| 2017年 | 第54屆大鐘獎          | 最佳導演                | 韓在林             | 提名 | [ 12 ]        |
| 2017年 | 第54屆大鐘獎          | 最佳男主角              | 趙寅成             | 提名 | [ 12 ]        |
| 2017年 | 第54屆大鐘獎          | 最佳男配角              | 裴晟佑             | 獲獎 | [ 12 ]        |
| 2017年 | 第54屆大鐘獎          | 最佳女配角              | 金素辰             | 獲獎 | [ 12 ]        |
| 2017年 | 第54屆大鐘獎          | 技術獎                  | 赵容硕（视觉效果） | 提名 | [ 12 ]        |
| 2017年 | 第54屆大鐘獎          | 最佳企劃                | 韩在林             | 提名 | [ 12 ]        |
| 2017年 | 第54屆大鐘獎          | 最佳美術指導            | 李娜谦             | 提名 | [ 12 ]        |
| 2017年 | 第54屆大鐘獎          | 最佳劇本                | 韓在林             | 獲獎 | [ 12 ]        |
| 2017年 | 第54屆大鐘獎          | 最佳配樂                | Mowg               | 提名 | [ 12 ]        |
| 2017年 | 第54屆大鐘獎          | 最佳造型設計            | 曹尚京             | 提名 | [ 12 ]        |
| 2017年 | 第54屆大鐘獎          | 最佳照明                | 金勝教             | 提名 | [ 12 ]        |
| 2017年 | 第54屆大鐘獎          | 最佳攝影                | 金佑亨             | 提名 | [ 12 ]        |
| 2017年 | 第54屆大鐘獎          | 最佳剪輯                | 申敏璟             | 獲獎 | [ 12 ]        |
| 2017年 | 第1屆The Seoul Awards | 最佳電影                | 《金權性內幕》     | 提名 | [ 13 ]        |
| 2017年 | 第1屆The Seoul Awards | 最佳男主角              | 鄭雨盛             | 提名 | [ 13 ]        |
| 2017年 | 第1屆The Seoul Awards | 最佳男配角              | 裴晟佑             | 提名 | [ 13 ]        |
| 2017年 | 第1屆The Seoul Awards | 最佳新人男演員          | 柳俊烈             | 獲獎 | [ 13 ]        |
| 2017年 | 第38屆青龍電影獎      | 最佳電影                | 《金權性內幕》     | 提名 |               |
| 2017年 | 第38屆青龍電影獎      | 最佳男主角              | 趙寅成             | 提名 |               |
| 2017年 | 第38屆青龍電影獎      | 人氣明星獎              | 趙寅成             | 獲獎 |               |
| 2017年 | 第38屆青龍電影獎      | 最佳男配角              | 裴晟佑             | 提名 |               |
| 2017年 | 第38屆青龍電影獎      | 最佳女配角              | 金素辰             | 獲獎 |               |
| 2017年 | 第38屆青龍電影獎      | 最佳攝影與照明          | 金佑亨、金勝教     | 提名 |               |
| 2017年 | 第38屆青龍電影獎      | 最佳剪輯                | 申敏璟             | 獲獎 |               |
| 2017年 | 第38屆青龍電影獎      | 最佳配樂                | Mowg               | 提名 |               |
| 2017年 | 第38屆青龍電影獎      | 最佳美術指導            | 李娜谦             | 提名 |               |
| 2017年 | 第17屆韓國導演選擇獎  | 特別提及                | 《金權性內幕》     | 獲獎 |               |
| 2017年 | 第9屆年度電影獎       | 最佳女配角              | 金素辰             | 獲獎 |               |
| 2017年 | 第2屆馬來西亞金球獎   | 最佳男主角              | 趙寅成             | 提名 |               |
| 2018年 | 第12屆亞洲電影大獎    | 最佳剪輯                | 申敏璟             | 獲獎 | [ 14 ]        |

## 外部連結
- NAVER上《金權性內幕》的資料
- Daum上《金權性內幕》的資料

- 韩国电影数据库（KMDb）上《金權性內幕》的資料
- 互联网电影数据库（IMDb）上《金權性內幕》的资料（英文）
- 豆瓣电影上《金權性內幕》的資料 （简体中文）
- 《金權性內幕》在HanCinema的页面（英文）
- Box Office Mojo上《金權性內幕》的资料（英文）
- Yahoo奇摩電影上《金權性內幕》的資料（繁體中文）
- 開眼電影網上《金權性內幕》的資料（繁體中文）